# Condado de Queens (Ilha do Príncipe Eduardo)
O Condado de Queens é um condado localizado no centro da província da Ilha do Príncipe Eduardo, Canadá. 
É o condado mais populoso da província, com cerda de 77.866 habitantes de acordo com o censo canadense de 2016, e também o maior em área territorial e renda média. A cidade de Charlottetown é a sede do condado de Queens, e é também a capital e a maior cidade da Ilha do Príncipe Eduardo.
O Condado de Queens foi formado em 1765 e nomeado pelo capitão Samuel Holland em homenagem a Carlota de Mecklemburgo-Strelitz, a então consorte real do Reino Unido.